# Massenbachhausen

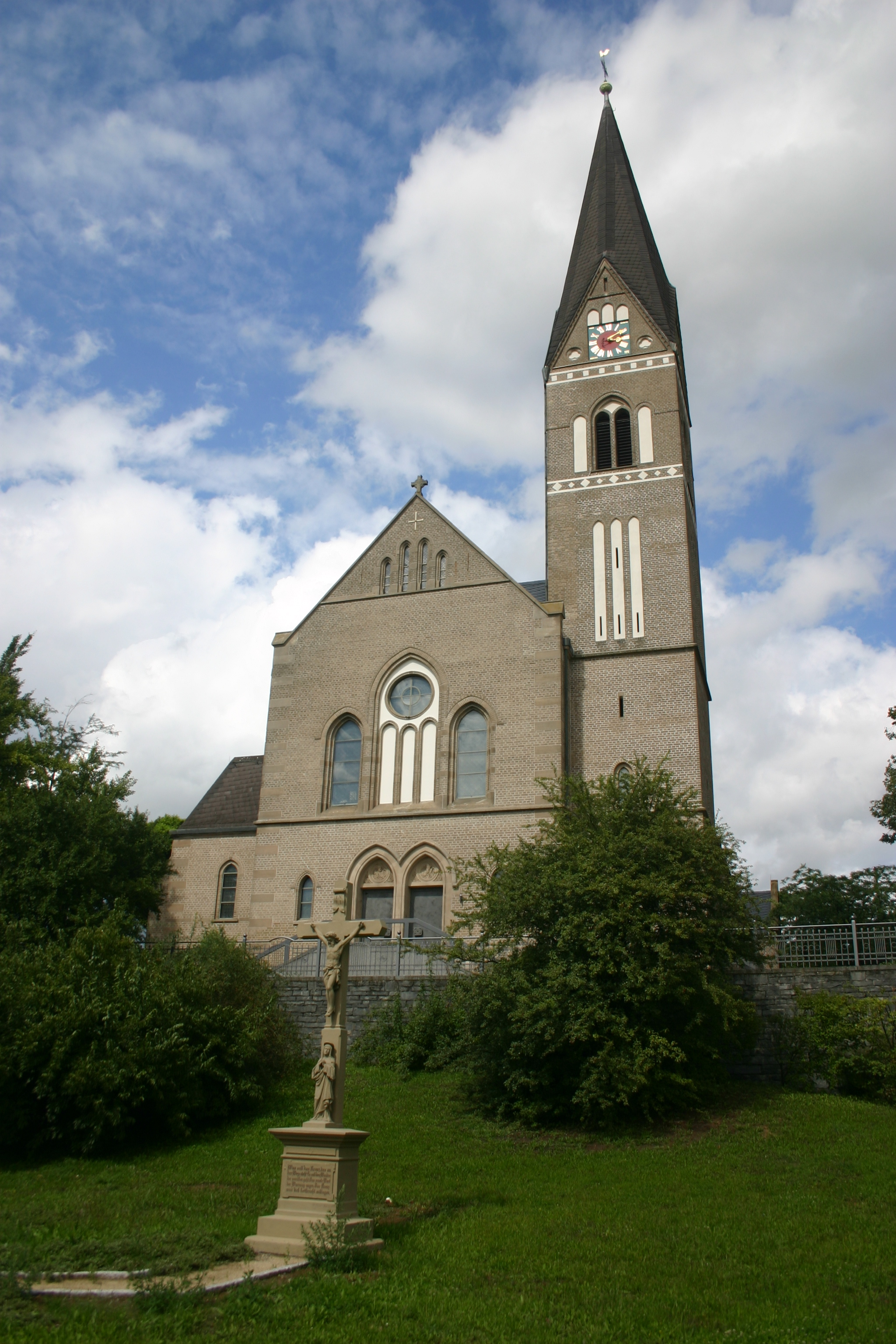
Kościół pw. św. Kiliana (St. Kilian)

Massenbachhausen – miejscowość i gmina w Niemczech, w kraju związkowym Badenia-Wirtembergia, w rejencji Stuttgart, w regionie Heilbronn-Franken, w powiecie Heilbronn, wchodzi w skład wspólnoty administracyjnej Schwaigern. Leży w Kraichgau, ok. 12 km na zachód od Heilbronn.